# 무비지

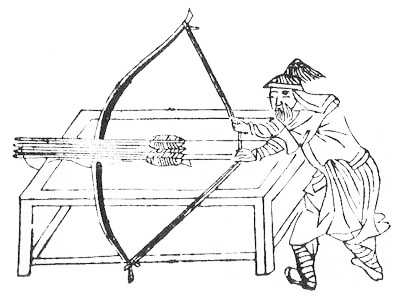
무비지에 도보로 실린 연노(連弩).

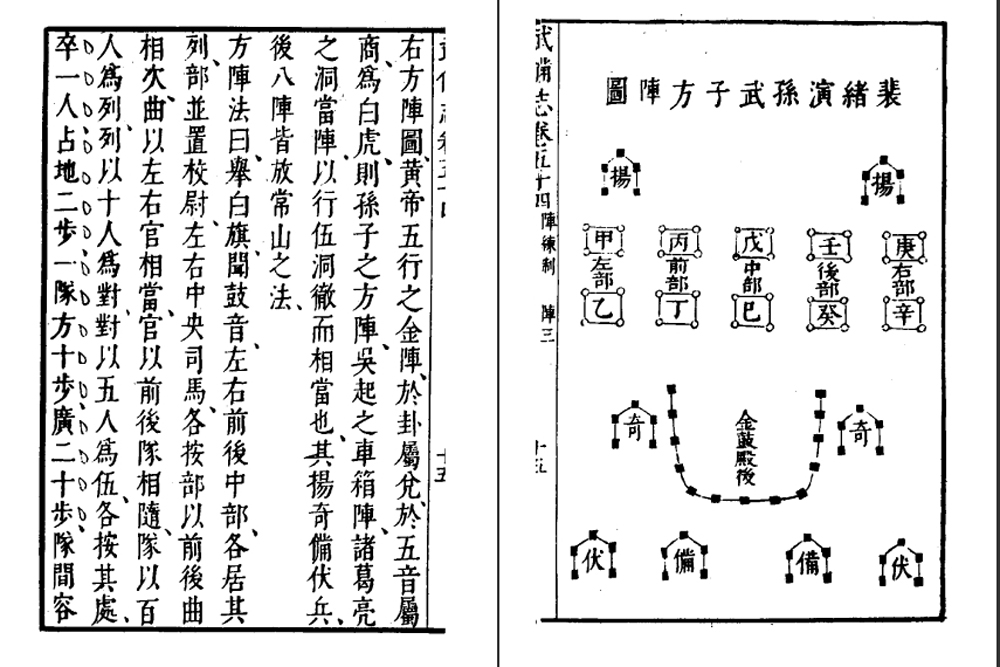
무비지에 수록된 손무자(孫武子, 손자)의 방진도(方陣圖)

《무비지》(武備志)는 중국 명(明) 시대에 모원의(茅元儀)가 지은 책이다. 다른 이름은 무비전서(武備全書)이며, 전240권 10,405쪽.
천계(天啓) 원년(1621년)에 완성되었으며, 중국의 역대 군사사를 설명하기 위해 2천 점에 달하는 많은 도보(圖譜)를 첨부해 설명하였다.

## 내용
《무비지》는 모두 다섯 부분으로 나뉜다.
- 병결평(兵訣評) - 고대 중국의 병법인 《손자병법》, 《오자병법》, 《사마법》, 《삼략》, 《육도》, 《울료자》, 《이위공문대》(이른바 무경칠서)와 《태백음경》(太白陰經) 등 아홉 종의 병서를 설명하고 평가. 전18권.
- 전략고(戰略考) - 춘추 시대부터 원대(元代)에 이르기까지 역대 중국 군사사에서의 성공과 실패를 다룸. 전31권.
- 진련제(陣練制) - 역대 중국의 진도(陣圖), 장수와 사졸을 교련시키는 방법, 무기 훈련 방법을 소개. 전 41권.
- 군자승(軍資乘) - 군영 세우기(축성 포함), 행군, 기치, 군율, 전함, 화약 병기, 둔전, 물 대기, 하천, 바다에서의 운송, 의료, 마필 등의 문제를 다룸. 전55권.
- 점도재(佔度載) - 음양술, 기문육임(奇門六壬) 및 방여(方舆), 해양 방어, 강안 방어, 배로 바다 건너기 등을 소개. 전96권.

여기서 방여, 진수(鎮戌), 해방(海防, 바다 방어), 강방(江防, 강안 방어), 사이항해(四夷航海) 등의 지지(地誌)로써의 성격을 띠는 항해도를 게재하고, 《정화항해도》(鄭和航海圖, 《자보선창개선종룡강관출수직저외국제번도》自寶船廠開船從龍江關出水直抵外國諸番圖)나 《항해천문도》(航海天文圖) 등을 포함시켰다. 또한 기록에는 화약무기로써 3연발 신기전(神機箭), 100연발 백호제분(百虎齊奔), 현대의 산탄총과 비슷한 무기인 일와봉(一窩蜂), 불화살 무기인 신화비아(神火飛鴉)에 대해서도 수록하였다.
한국에서는 조선 이전의 검술인 조선세법(朝鮮勢法)이 도보로 소개되어 있는 것으로 잘 알려져 있다.

## 같이 보기
- 기효신서
- 무경총요
- 무예도보통지
- 무예제보
- 조선세법